# Guillaume Favre

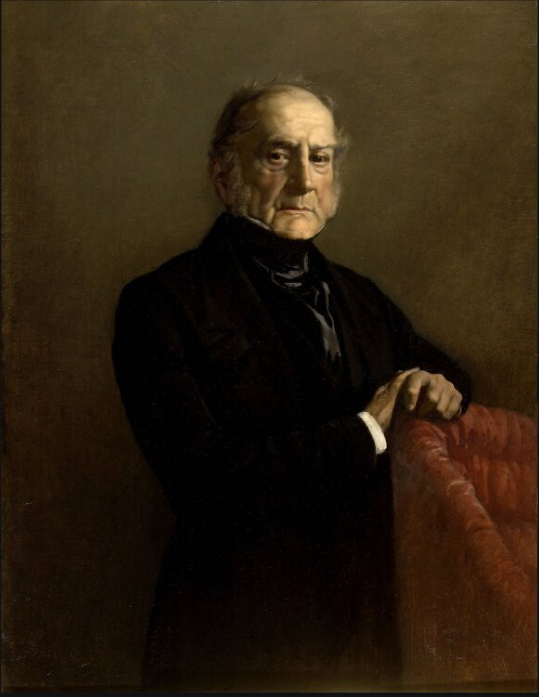
Favre um 1845, porträtiert von Barthélemy Menn

Guillaume Favre (* 1. Juni 1770 in Marseille; † 14. Februar 1851) war ein Schweizer Offizier, Privatgelehrter, Politiker und Mäzen aus Genf.

## Leben

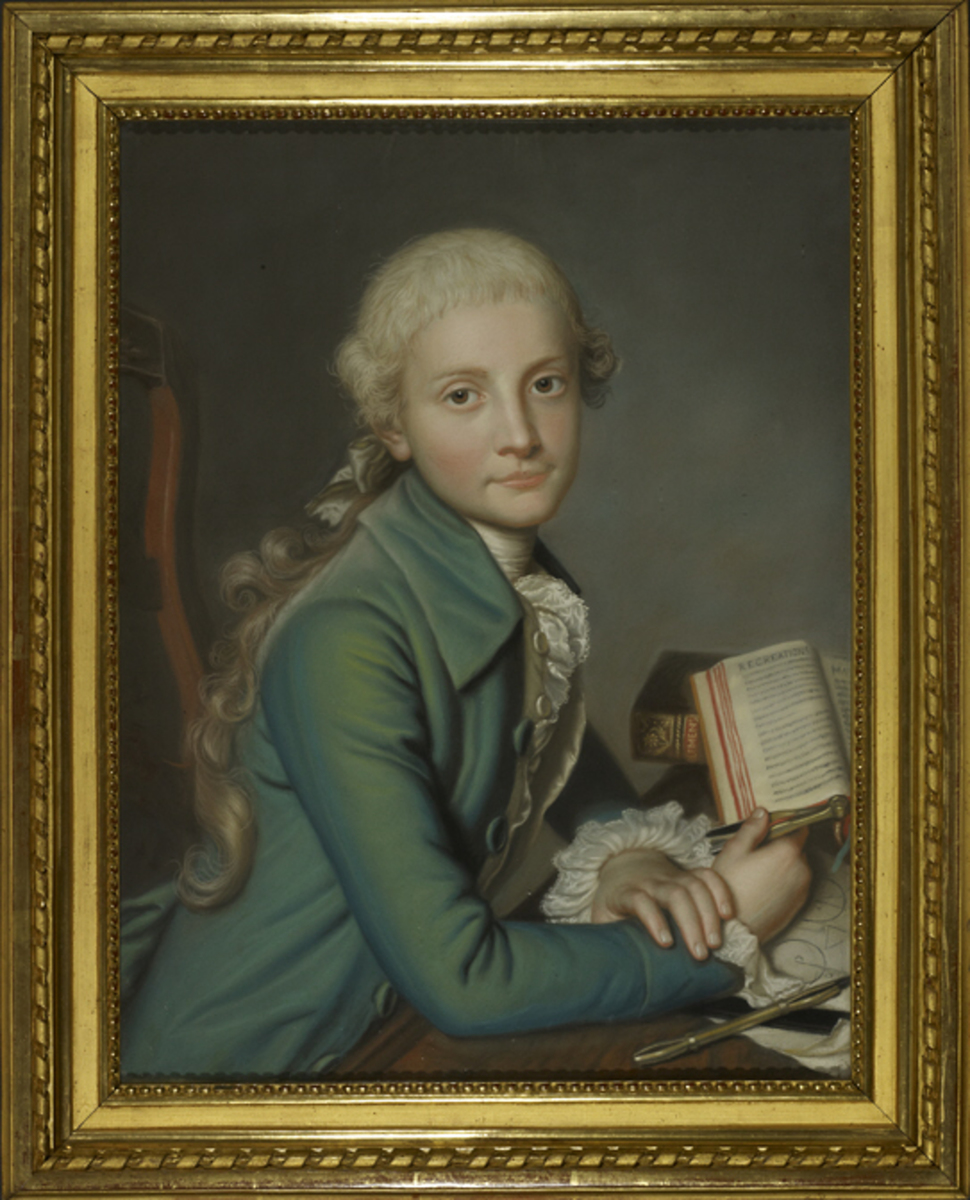
Porträt des jungen Favre

Guillaume Favre stammte aus einer waadtländischen Familie, die sich im 16. Jahrhundert in Genf einbürgern liess. Er war der Sohn des Kaufmanns François Favre (1736–1814) und von Marguerite Favre geb. Fuzier-Cayla († 1815) und wurde in Marseille geboren. Er machte eine Offiziersausbildung bei der französischen Marine und absolvierte danach klassische und naturwissenschaftliche Studien. Dabei widmete er sich besonders der Archäologie und der Mineralogie. Von Favre stammt eine neue Systematik zur Klassifizierung von Mineralien. Seine Gesteinssammlung wurde später von seinem Sohn, dem Genfer Geologen und Professor Alphonse Favre, weitergeführt.
Im Jahr 1792 kehrte François Favre mit seiner Familie aus Marseille nach Genf zurück. Guillaume Favre gehörte zu den freiwilligen Genfer Reitern, die im Herbst 1792 den Anmarsch der französischen Armee beobachteten, welche am 25. November die Stadt Genf einnahm. François und Guillaume Favre wurden während der Genfer Revolution in der Bastion de Hollande und später in der Kaserne von Chantepoulet in Genf eingekerkert. Nach ihrer Freilassung im Jahr 1793 verliessen sie Genf und wohnten in der Nähe von Lausanne im Gebiet des Kantons Bern. Von hier aus unternahm Guillaume Favre Reisen zu antiken Fundorten besonders in Italien und vertiefte sich in die Altertümerkunde.
Im Jahr 1800 erwarb François Favre die Domäne La Grange in Eaux-Vives bei Genf (heute Parc La Grange) als Sommersitz der Familie. Guillaume Favre setzte seine Studien in Genf und in Paris fort. Er bewegte sich im gesellschaftlichen Umkreis von Madame de Staël in Coppet, wo er Persönlichkeiten wie den Philologen August Wilhelm Schlegel und den Schriftsteller und Politiker Benjamin Constant kennenlernte. Frau von Staël weilte gelegentlich auch im Anwesen der Favre La Grange. Auch der Genfer Ökonom und Historiker Sismondi, der Naturwissenschaftler Marc-Auguste Pictet und der Genfer Bürgermeister Jean-Jacques Rigaud gehörten zu Guillaume Favres Freundeskreis.
Guillaume Favre stand im Kontakt mit einigen Gelehrten in mehreren Ländern Europas und unterstützte deren wissenschaftlichen Arbeiten mit eigenen Beiträgen, so etwa den Philologen François-Juste-Marie Raynouard bei seiner Ausgabe der Troubadourdichtung und den Bibelforscher Konstantin von Tischendorf. Er verfasste eigene Schriften zu literarischen und historischen Themen, die er zwischen 1816 und 1834 teilweise in der Bibliothèque universelle de Genève herausgeben konnte. Entwürfe für verschiedene Schriften aus dem Nachlass von Guillaume Favre sind von Jacques Adert im Auftrag der Société d’histoire et d’archéologie de Genève für den Druck bearbeitet und publiziert worden.
Um sich auf allen seinen Studiengebieten weiterzubilden, stellte Guillaume Favre eine umfangreiche Privatbibliothek zusammen, die schliesslich mehr als 10'000 Werke aus der Zeit seit dem 15. Jahrhundert enthielt. Dafür liess er 1822 mehrere neue Räume in einem Annexbau der Villa La Grange mit kostbarem Bibliotheksmobiliar und Skulpturen ausstatten. Der wertvolle Buchbestand, der sich noch immer im Herrschaftshaus der Familie Favre befindet, gehört jetzt zur Sammlung der Bibliothek von Genf.
Guillaume Favre war Gemeinderat von Eaux-Vives und später auch in der Stadt Genf. 1842 wurde er in den Grossen Rat von Genf gewählt. Er war Mitglied des Direktoriums der Bibliothèque publique von Genf und Gründungsmitglied der Société de lecture und 1838 auch an der Gründung der Société d’histoire et d’archéologie de Genève beteiligt.
Am 16. April 1811 heiratete Guillaume Favre die Genferin Catherine Bertrand (1783–1841) Das Paar hatte drei Kinder: Edmond (1812–1880), Alphonse (1815–1890) und Emilie (1824–1889), die 1846 Auguste Turrettini heiratete. Das Tagebuch von Catherine Favre-Bartrand ist eine gute Quelle für das Leben von Guillaume Favre.
Einige Gegenstände aus dem Besitz von Guillaume Favre gelangten in den Bestand des Musée d’art et d’histoire in Genf, so auch ein Porträt des Gelehrten, das Amélie Munier-Romilly (1788–1875) um 1830 malte.

## Werke
- Lettre sur un vers de Catulle, 1808.
- Vie de Philelphe, 1810.
- Recherches sur les histoires fabuleuses d’Alexandre le Grand, 1829.
- Les livres imprimés à Genève pendant le XVe siècle. In: Mémoires de la Société d’histoire et d’Archéologie de Genève, Band 1, 1841.
- De la litérature des Goths. In: Bibliothèque universelle, 1837.